# 萨莉·冈纳尔
萨莉·冈纳尔（英語：Sally Gunnell，1966年7月29日—），英国女子田径运动员，主攻400米跨栏。她曾代表英国参加1988年、1992年、1996年夏季奥林匹克运动会田径比赛，获得一枚金牌、一枚铜牌。她还曾在世界田径锦标赛上获得一金、一银、一铜。她在田径生涯中曾1次打破世界纪录。